# 和谐世界
“和谐世界”，官方说法表述是在中国综合国力不断提升的背景下，以胡锦涛为总书记的第四代中央领导集体对新时期中国外交政策目标的新概括，是中国高举和平、发展、合作的旗帜的具体表现，是指导中国对外工作和处理国际关系的新方针。

## 定性
官方认为此概念“继承了中华人民共和国外交的传统，并结合国际形势发展趋势与中国国际地位和影响的变化，在营造和平发展的国际环境的同时，进行了重大理论创新”。
相信表示意思与国内和谐社会一致，旨在塑造一极化社会秩序结构，手段更倾向舆论攻势等非武力方面，可能期望改写当前源自西方的传统的人文科学文化核心价值，替换成中国威权统制思维的尊卑等级文化认同。

## 由來
2005年4月22日，胡錦濤在參加雅加達亞非峰會時提出此概念，指出亞非國家應「推动不同文明友好相处、平等对话、发展繁荣，共同构建一个和谐世界」。

## 後續
2005年7月1日，胡錦濤出訪莫斯科時，和谐世界這個名詞正式被写入《中俄关于21世纪国际秩序的联合声明》當中，其被第一次确认为国与国之间的共识。
2005年9月15日胡錦濤於聯合國總部發表演講、2006年8月胡錦涛於中央外事工作會議、2007年10月胡錦濤在中共十七大上的報告及2009年9月胡錦濤在紐約出席第64屆聯大一般性辯論時亦曾提及此概念。